# 漢喃研究院
漢喃研究院（越南语：／），或稱漢喃院（越南语：／），是一所位於越南河內，為境內研究漢字與喃字而設立的重要研究中心、歷史檔案管理機構與參考圖書館。在正式採用基於拉丁字母的國語字之前，由漢字和喃字組合形成的漢喃曾通行於越南。

## 歷史沿革
漢喃研究院的源自始建於1970年的「漢喃處」，1979年越南政府頒發326／CP號令，將漢喃處更名為漢喃研究院。
1984至1986年間，越南國家圖書館收藏的拓片被轉移至漢喃研究院。1993年5月22日，越南政府的23／CP號令確定了漢喃研究院為越南社會科學與人文國家中心所屬單位的身份。
漢喃在越南語現代化之前經由越南漢字和喃字（本地語素文字）綜合而成。作為越南社會科學院的一部份，漢喃院之成立目標有二：保護歷史上的漢字與喃字，並引領基於它們的系統性語言、文學和歷史研究。

## 組織機構
漢喃院的職責有：對漢喃資料遺產進行搜尋、收藏、複製、翻譯、研究、出版，培訓漢喃研究者，展開漢喃相關的服務以及與國外學術界加強交流與合作等。
自1990年代起，漢喃研究院的院長便一直是1953年生於海防、畢業於河內綜合大學（今河內國家大學）語文系、在蘇聯科學院（今俄羅斯科學院）東方學學院完成博士論文的鄭克孟（Trịnh Khắc Mạnh）教授。
目前漢喃院僱傭有66人，包括1名教授、5名副教授、16名博士、7名碩士和25名研究員與服務人員。
漢喃院的部門有如下分類：
- 5個科學研究科
  - 文字學科
  - 區域與民族文獻科
  - 版本學科
  - 文籍學科
  - 漢喃研究應用科
- 6個科學服務科
  - 資料保管科
  - 資料搜尋科
  - 資訊應用科
  - 圖書館與資料通訊科
  - 複製科
  - 綜合行政科

此外還有每年出版四期的《漢喃研究》雜誌，旨在提供漢喃學術動態和研究成果。
漢喃研究院也與許多國家科學機構保持交流關係，進行文字學、東方學、資訊工藝、保藏技術等領域的研究、教學合作項目，其中不乏中華民國（台灣）、中華人民共和國、新加坡、韓國、日本、美國、法國、俄國等。

## 文化交流
2005年，中國人民大學孔子研究院的張立文、彭永捷教授率代表團訪問越南社會科學院，雙方簽署了《關於共同編纂〈越南儒典〉的合作協議》。2006年，漢喃研究院的范文深博士攜館藏的儒家文獻回訪中國人民大學，商榷《越南儒典》一書的編撰事宜。《越南儒典》屬於中國人民大學孔子研究院《國際儒典》的一部份，同樣位列其中的還有《韓國儒典》等，是該院研究東亞文化的重要課題。
2010年，漢喃研究院與上海復旦大學文史研究院歷時三年合作編著的《越南漢文燕行文獻集成》由復旦大學出版社出版。同年6月13日，兩家機構為之舉辦了新書發佈會，漢喃院院長鄭克孟、復旦大學文史研究院院長葛兆光及學校領導與地方官員均有參加。
《越南漢文燕行文獻集成》一書涵蓋了有關14世紀初期至19世紀晚期越南陳朝、後黎朝、西山朝與阮朝派遣使臣出訪中國的記錄。其間諸多使者遊歷中國各地、吟詩作畫，更與來自朝鮮和琉球的使者溝通。這些被視作當時東亞各國文化交流的印記與證明，亦為漢字文化圈的發展奠定了基礎。

## 圖書館
漢喃研究院藏有的手稿之歷史從14世紀至1945年不等。其中古籍二萬多件，絕大多數由喃字（包括京、儂、瑤等族的喃字）和繁體漢字寫就。此外有四萬件石碑、銅鐘、磬、木牌等銘文拓片，一萬五千件木刻版，歷史可追溯到10世紀至20世紀。
約有50%的收藏是越南本國的文學作品，剩下的則與地理、佛教、碑文等學科有關。漢語和法語的書籍目錄亦同時提供，所以並不通曉越南語的研究者毋須費力便可使用、研究這些資源。不過圖書館僅有越南語表格，且除少數資深人士之外，許多圖書管理員既不會講漢語，也不會說英語。
前往圖書館之前，訪客可向資深管理員發送電子郵件以預約。抵達時須提交兩份護照之照片並支付30,000盾以保持為期6個月的讀者資格。研究生也需要提供來自導師的推薦信。
圖書館的開放時間在週一至週四為上午8:30-11:45、下午2:00-4:15，在週五則為上午8:30-11:45。閱讀書目的請求有著每日10本的上限，帶走手稿的副本前須請求許可，但帶有地圖的手稿則禁止備份。同樣需要請求許可的影印或照片拷貝，服務定價為2,000盾每頁。

## 所藏經卷
日本學習院大學文學部中國史教授武内房司于2008年發表《中国民众宗教的传播及其在越南的本土化——汉喃研究院所藏诸经卷简介》一文（2010年被中國人民大學《清史研究》刊物譯至中文），介紹了漢喃研究院典藏的部份古老且與中國宗教文化相關的文獻。
該文提及的書目有：
- 《破迷宗旨》：儒童老人抵禦榮華富貴的誘惑、行善積德，最終進入無極天尊的瑤池世界，貴為天爵。
- 《瑤池王母消劫救世寶懺》：咸豐十年庚申夏六月（1860年6月）云南開化府請神儀式之神諭記錄被製成經卷，藏在據傳建于黎朝的河內名剎玉山祠。
- 《彌勒度世尊經》、《彌勒真經演音》：释迦佛佔據先機統治世間不力而遺留禍患，後由彌勒佛拯救眾生。（有別於正統佛經）

## 外部連結
- Viện nghiên cứu Hán Nôm （页面存档备份，存于） 漢喃研究院網站（越南文）
- NGỤC TRUNG NHẬT KÝ (Hồ Chủ Tịch) （页面存档备份，存于） - 漢喃研究院網站 胡志明獄中日記（繁體中文）
- 越南漢喃研究院所藏的中國重抄重印本小說 （页面存档备份，存于）（繁體中文）
- . 越南漢喃復興委員會.   [2014-08-24]. （原始内容存档于2014年10月9日） （越南语）.